# Pitalito (ort)
Pitalito är en ort i Colombia.   Den ligger i departementet Huila, i den sydvästra delen av landet, 400 km sydväst om huvudstaden Bogotá. Pitalito ligger 1 274 meter över havet och antalet invånare är 53 685.
Terrängen runt Pitalito är kuperad österut, men västerut är den platt. Runt Pitalito är det ganska glesbefolkat, med 45 invånare per kvadratkilometer. Pitalito är det största samhället i trakten. I omgivningarna runt Pitalito växer i huvudsak städsegrön lövskog.